# Kunitokotachi
Kunitokotachi (国之常立神?) es una deidad primordial de la mitología japonesa, siendo uno de los dos dioses nacidos de "algo como un juncal que surgió del suelo" cuando la Tierra era caótica.
Kunitokotachi es descrito en el Kojiki como un hitorigami sin género, mientras que en el Nihonshoki se lo define como un dios masculino.
Yoshida Kanetomo, fundador de la secta sintoísta Yoshida, identificaba a Kunitokotachi con Ame-no-minaka-nushi-no-kami y lo consideraba el dios primordial del Universo.